# Yunnanilus analis
Yunnanilus analis är en fiskart som beskrevs av Yang, 1990. Yunnanilus analis ingår i släktet Yunnanilus och familjen grönlingsfiskar. Inga underarter finns listade i Catalogue of Life.